# Вулиця Івана Алексєєва
Ву́лиця Іва́на Алексє́єва (колишня вулиця Крупської)  — одна з вулиць Мелітополя. Бере початок від вулиці Героїв України і закінчується на перехресті з вулицею Леваневського, переходячи в Каховське шосе. По вулиці проходить автодорога М-14 «Одеса — Мелітополь — Новоазовськ».

## Історія
Перша згадка про вулицю відноситься до 1924 року. Вулиця називалася Каховською (бо по ній проходила дорога на Каховку) і входила в село Новий Мелітополь, яке, на відміну від однойменного історичного району сучасного Мелітополя, не обмежувалося залізницею, а майже досягало нинішнього проспекту Богдана Хмельницького. 17 червня 1929 вулиця отримала ім'я Крупської. Сама Н. К. Крупської тоді була жива, і того ж 1929 року зайняла пост заступника наркома освіти РРФСР.
У роки німецької окупації вулиці тимчасово повернули назву Каховська.
21 березня 2016 року розпорядженням № 115 голови Запорізької обласної державної адміністрації вулиця Крупської отримала нову назву вулиця Івана Алексєєва на честь засновника Новоолександрівського парку в Мелітополі.

## Об'єкти
- Школа № 17
- Обеліск на честь 200-річчя Мелітополя
- Гімназія № 10
- Новоолександрівський парк
- Міська поліклініка № 1
- Мелітопольська спеціалізована школа-інтернат "Творчість
- Мелітопольська школа-інтернат «Гармонія»
- Пожежна станція

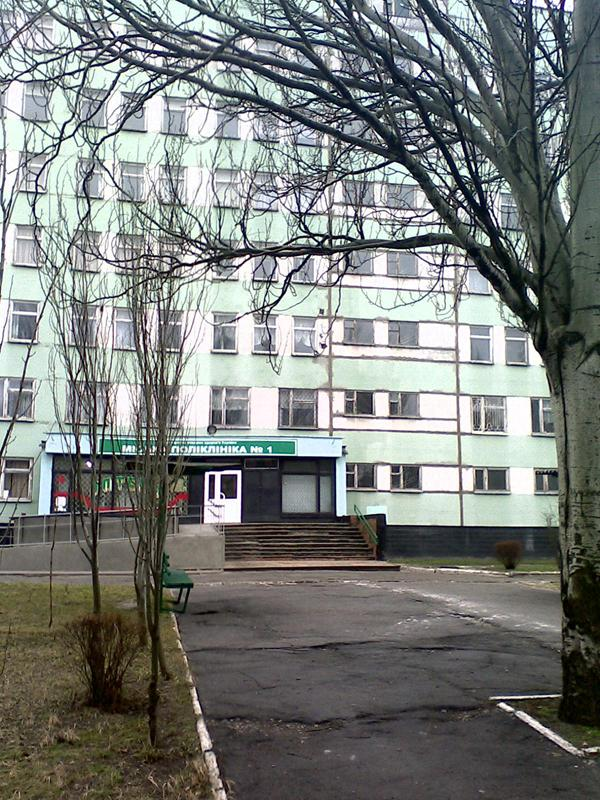
Поліклініка № 1
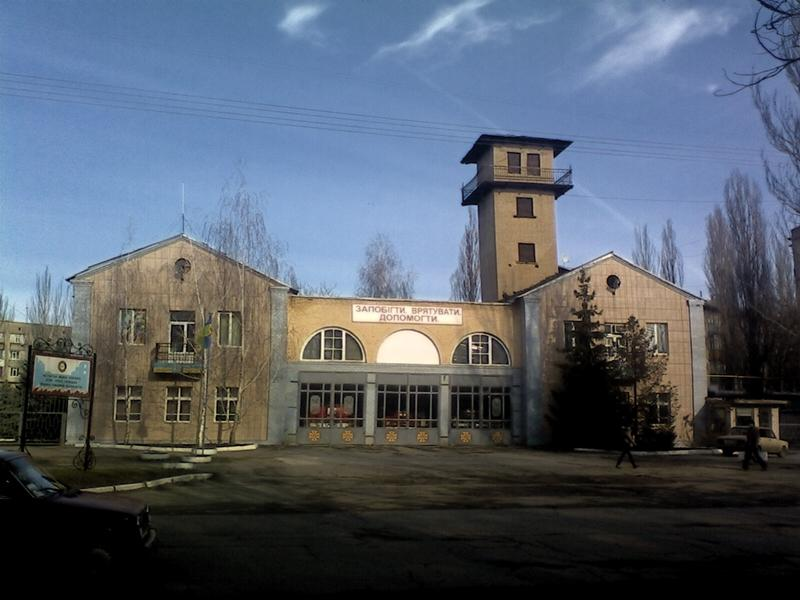
Пожежна частина